# Adalet Ağaoğlu
Adalet Ağaoğlu właśc. Adalet Sümer (ur. 23 października 1929 w Nallıhanie, zm. 14 lipca 2020 w Stambule) – turecka powieściopisarka, poetka i dramatopisarka, siostra pisarza Cazipa Sümera i aktora Günera Sümera.

## Życiorys
Była drugim dzieckiem kupca tekstylnego Mustafy Sümera. W 1938 przeniosła się wraz z rodziną do Ankary. Po ukończeniu szkoły dla dziewcząt odbyła studia z zakresu literatury francuskiej na Uniwersytecie w Ankarze. Utwory poetyckie pisała już w czasie nauki w szkole średniej. W 1946 jej wiersze ukazały się na łamach magazynu Kaynak (Wiosna), pisała także recenzje sztuk teatralnych publikowanych w gazecie Ulus.
Po studiach pracowała w Radiu Ankara, w tym czasie założyła z grupą przyjaciół prywatny teatr Meydan Sahnesi, dla którego pisała utwory dramatyczne. W 1953 wyjechała do Paryża, w tym samym roku jej sztukę Bir Piyes Yazalım (napisaną wspólnie z Sevimem Uzungörenem) wystawił teatr w Ankarze. W 1954 poślubiła inżyniera Halima Ağaoğlu.
W latach 60. należała do grona najbardziej znanych dramatopisarzy tureckich. Przełom w jej życiu nastąpił w 1965, kiedy jedna z jej sztuk została zakazana przez cenzurę, a jej premierę w Teatrze Państwowym w Ankarze odwołano. W 1970 zakończyła współpracę z Radiem Ankara. W 1973 napisała swoją pierwszą powieść Ölmeye Yatmak. Bohaterką powieści jest kobieta, która udaje się do hotelu, aby skończyć ze sobą, ale po przemyśleniu swojej sytuacji, decyduje się rozpocząć swoje życie na nowo. Wspólnie z dwiema kolejnymi powieściami (Bir Düğün Gecesi i No) powstała trylogia Dar Zamanlar, która była najczęściej nagradzanym dziełem Adalet Ağaoğlu. Napisała łącznie osiem powieści. W 1981 Ağaoğlu stanęła przed sądem, oskarżona o zniesławienie tureckich sił zbrojnych w powieści Fikrimin İnce Gülü. Proces zakończył się po dwóch latach wyrokiem uniewinniającym.
Od 1983 mieszkała w Stambule, tam też powróciła do pisania sztuk teatralnych. W 1996 padła ofiarą wypadku drogowego i przez dwa lata była hospitalizowana. W tym czasie powstał wywiad-rzeka z pisarką, który przeprowadził Feridun Andaç (książka ukazała się w 2006). Zbiór artykułów o pisarce, opracowany przez jej męża ukazał się w 2003 p.t. Herkes Kendi Kitabının İçini Tanır (Każdy zna wnętrze swojej własnej książki).

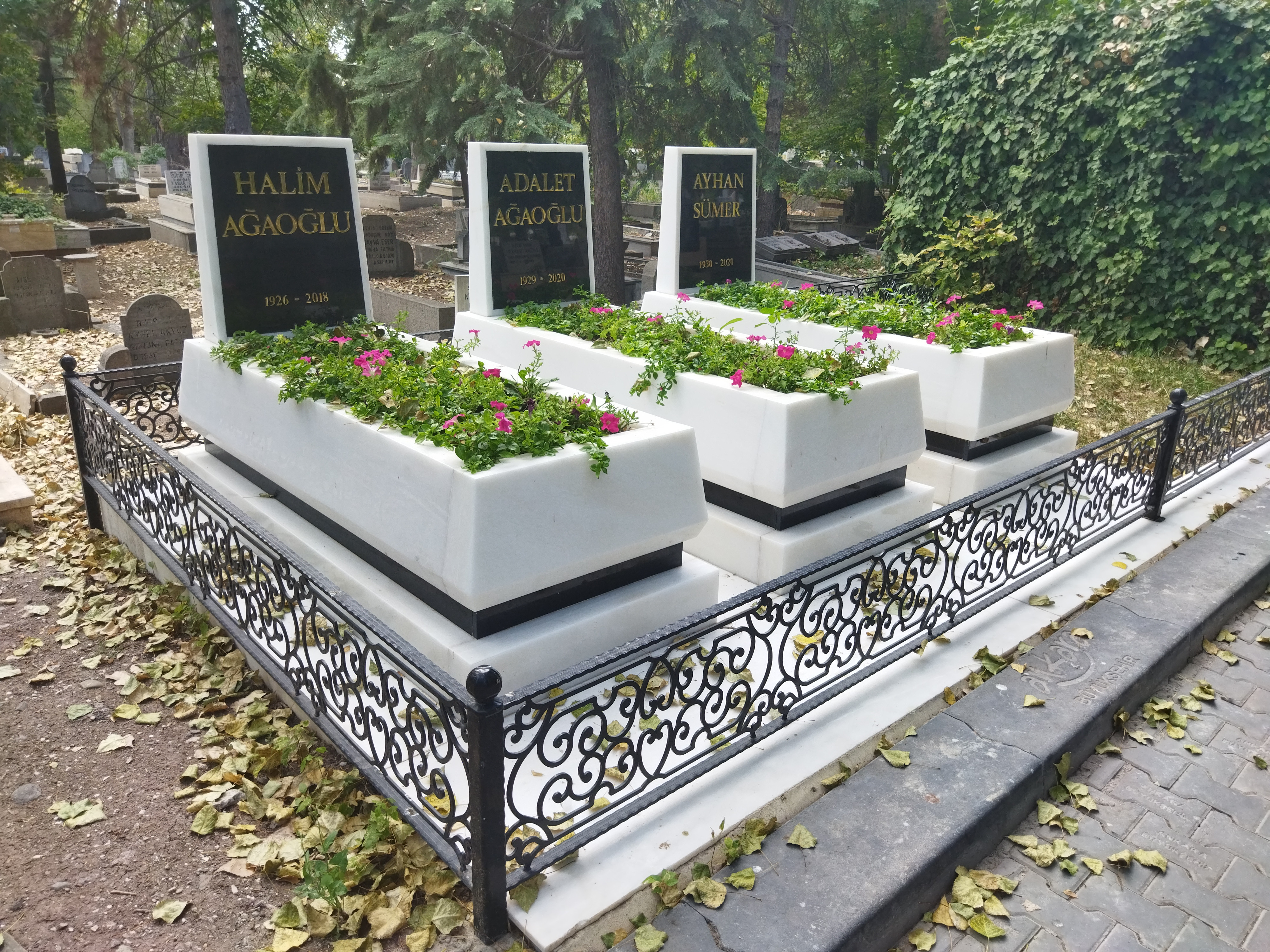
Grób Adalet Ağaoğlu w Stambule

W latach 1986–2005 działała w Stowarzyszeniu Praw Człowieka, ale odeszła od niego uznając, że organizacja uległa nadmiernemu upolitycznieniu. Przestała pisać w 2018, po śmierci męża. Zmarła 14 lipca 2020 i została pochowana dzień później na cmentarzu Cebeci Asri.

## Twórczość

### Powieści
- 1973: Ölmeye Yatmak
- 1976: Fikrimin İnce Gülü
- 1979: Bir Düğün Gecesi
- 1980: Yazsonu
- 1984: Üç Beş Kişi
- 1987: Hayır...
- 1991: Ruh Üşümesi
- 1993: Romantik Bir Viyana Yazı

### Dramaty
- 1955: Yaşamak
- 1964: Evcilik Oyunu
- 1965: Sınırlarda Aşk
- 1965: Çatıdaki Çatlak
- 1967: Tombala
- 1967: Çatıdaki Çatlak
- 1970: Sınırlarda Aşk-Kış-Barış
- 1973: Üç Oyun: Bir Kahramanın Ölümü, Çıkış
- 1976: Kendini Yazan Şarkı
- 1991: Çok Uzak-Fazla Yakın
- 1992: Duvar Öyküsü

## Nagrody i wyróżnienia
W 1998 pisarka została wyróżniona doktoratem h.c. Uniwersytet Anadolu. Doktorat honorowy przyznał pisarce także Ohio State University. Trzeci doktorat honorowy przyznał jej w 2018 Uniwersytet Boğaziçi.